# Eriachne agrostidea
Eriachne agrostidea är en gräsart som beskrevs av Ferdinand von Mueller. Eriachne agrostidea ingår i släktet Eriachne och familjen gräs. Inga underarter finns listade i Catalogue of Life.